# 4e Grammy Awards
De vierde editie van de jaarlijkse uitreiking van de Grammy Awards vond plaats op 29 mei 1962 op drie locaties: New York, Los Angeles en Chicago. Op elk van deze locaties werden de prijzen uitgereikt tijdens diner-dansants waarvoor enkele honderden gasten waren uitgenodigd. Verschillende bekende muzikanten en artiesten reikten de prijzen aan hun collega's uit.
Dirigent en componist Henry Mancini was de grote winnaar, met in totaal vijf Grammy's voor muziek uit de succesvolle film Breakfast at Tiffany's. Niet alleen won hij voor de complete score, maar ook voor een liedje uit de film, Moon River (in de film gezongen door Audrey Hepburn). Mancini had een paar weken eerder al twee Oscars gewonnen voor deze muziek.
Een andere grote winnaar was Judy Garland, van wie het beroemde album Judy at Carnegie Hall vier keer werd onderscheiden. Zelf kreeg Judy twee Grammy's, in de categorieën Album of the Year en Best Solo Vocal Performance (Female).
Zeven anderen werden met twee Grammy's onderscheiden. Onder hen waren onder meer Igor Stravinsky en dirigent Si Zentner. Opvallend waren de twee Grammy's voor Leonard Bernstein: hij won ze niet in de klassieke categorieën, maar voor de beste gesproken-woordplaat en beste kinderplaat. Er waren bovendien twee Grammy's voor uitvoeringen van West Side Story, een compositie van Bernstein.
Jazz-componist Galt McDermott won twee Grammy's voor zijn compositie African Waltz. Jaren later zou hij wereldberoemd worden als mede-componist van de musical Hair. 
In de comedy-categorie won de toen nog onbekende Mike Nichols, die zich later zou ontpoppen als succesvol filmregisseur. Hij was onder meer verantwoordelijk voor The Graduate en Catch-22. Hij is een van de slechts vijftien personen die alle grote Amerikaanse entertainmentprijzen (Oscar, Grammy, Tony [voor toneel/musical] en Emmy [voor tv]) heeft gewonnen.

## Winnaars

### Algemeen
- Record of the Year
  - "Moon River" - Henry Mancini
- Album of the Year
  - "Judy at Carnegie Hall" - Judy Garland
- Song of the Year
  - Henry Mancini & Johnny Mercer voor "Moon River" (uitvoerende: Henry Mancini)
- Best New Artist
  - Peter Nero

### Pop
- Best Solo Vocal Performance (zangeres)
  - "Judy at Carnegie Hall" - Judy Garland
- Best Solo Vocal Performance (zanger)
  - "Lollipops and Roses" - Jack Jones
- Best Vocal Performance (groep)
  - "High Flying" - Lambert, Hendricks & Ross
- Best Performance by a Chorus (Beste uitvoering door een koor)
  - "Great Band with Great Voices" - Johnny Mann Singers & Si Zentner Orchestra
- Best Performance by an Orchestra (Dancing) (Beste uitvoering van een dansorkest)
  - "Up a Lazy River" - Si Zentner Orchestra
- Best Performance by an Orchestra (Other than Dancing) (Beste uitvoering van een orkest, anders dan een dansorkest)
  - "Breakfast at Tiffany's - Henry Mancini
- Best Rock and Roll Recording
  - "Let's Twist Again" - Chubby Checker

### R&B
- Best Rhythm 'n Blues Recording
  - "Hit the Road Jack" - Ray Charles

### Country
- Best Country & Western Recording
  - "Big Bad John" - Jimmy Dean

### Klassieke muziek
Vetgedrukte namen ontvingen een Grammy. Overige uitvoerenden, zoals orkesten, solisten e.d., die niet in aanmerking kwamen voor een Grammy, staan in kleine letters vermeld.
- Best Classical Performance (orkest)
  - "Ravel: Daphnis et Chloé" - Charles Münch (dirigent)
  - Boston Symphony Orchestra, orkest
- Best Classical Performance (zangsolist[e])
  - "The Art of the Prima Donna" - Joan Sutherland
  - Francesco Molinari-Pradelli (dirigent) & The Royal Opera House Orchestra
- Best Classical Performance (koor)
  - "Bach: B Minor Mass" - Robert Shaw (koordirigent)
  - The Robert Shaw Orchestra & Chorale, koor en orkest
- Best Classical Performance (instrumentale solist(e) met orkestbegeleiding)
  - "Bartók: Violin Concerto No. 1" - Isaac Stern
  - Eugene Ormandy (dirigent) & The Philadelphia Orchestra
- Best Classical Performance (instrumentale solist(e) zonder orkestbegeleiding)
  - "Reverie for Spanish Guitar" - Laurindo Almeida
- Best Classical Performance (kamermuziek)
  - "Beethoven: Serenade, Op. 8/Kodály: Duo for Violin and Cello, Op. 7" - Jascha Heifetz, Gregor Pjatigorski & William Primrose
- Best Opera Recording
  - "Puccini: Madama Butterfly" - Gabriele Santini (dirigent)
  - Victoria de los Ángeles, Jussi Björling, Miriam Pirazzini, Mario Sereni (solisten) & the Rome Opera Orchestra
- Best Contemporary Classical Composition
  - "Discantus" - Laurindo Almeida

en
- - "Stravinsky: Movements for Piano and Orchestra" - Igor Stravinsky
- Album of the Year (Classical)
  - "Stravinsky Conducts 1960: Le Sacre du Printemps; Petrushka" - Igor Stravinsky (dirigent)
  - The Columbia Symphony Orchestra, orkest

### Kinderrepertoire
- Best Recording for Children
  - "Prokofiev: Peter and the Wolf" - Leonard Bernstein & The New York Philharmonic Orchestra

### Comedy
- Best Comedy Performance
  - "An Evening with Mike Nichols & Elaine May" - Mike Nichols & Elaine May

### Composing and Arranging (Compositie en Arrangementen)
- Best Instrumental Theme or Instrumental Version of Song (Beste instrumentale thema, of instrumentale versie van een bestaand nummer)
  - "African Waltz" - Galt McDermott (componist) (uitvoerende: Cannonball Adderley)
- Best Soundtrack Album or Recording of Score from Motion Picture or Television (Beste muziek voor een film of tv-programma)
  - "Breakfast at Tiffany's" - Henry Mancini (componist)
- Best Arrangement
  - "Moon River" - Henry Mancini (arrangeur/uitvoerende)

### Folk
- Best Folk Recording
  - "Home and Abroad" - The Belafonte Folk Singers

### Gospel
- Best Gospel/Religious Recording
  - "Everytime I Feel The Spirit" - Mahalia Jackson

### Jazz
- Best Jazz Performance (solist of een kleine bezetting)
  - "André Previn Plays Harold Arlen" - André Previn
- Best Jazz Performance (grote bezetting)
  - "West Side Story" - Stan Kenton
- Best Original Jazz Composition
  - "African Waltz" - Galt McDermott (componist) (uitvoerende: Cannonball Adderley)

### Musical
- Best Original Cast Show Album
  - "How to Succeed in Business Without Really Trying" - Frank Loesser (componist)
- Best Soundtrack Album or Recording of Original Cast From a Motion Picture or Television (Beste film- of tv-soundtrack)
  - "West Side Story" - Irwin Kostal, John Green, Saul Chaplin, Sid Ramin (producers/arrangeurs) & Original Film Cast

### Hoezen
- Best Album Cover (Classical)
  - Marvin Schwartz (ontwerper) voor "Puccini: Madama Butterfly", uitvoerenden: Rome Opera Orchestra
- Best Album Cover (Non-Classical)
  - Jim Silke (ontwerper) voor "Judy at Carnegie Hall" (uitoverende: Judy Garland)

### Production & Engineering (Productie & Techniek)
- Best Engineering Contribution - Popular Recording (Beste techniek op een pop-opname)
  - "Judy at Carnegie Hall" - Robert Arnold (technicus) (uitvoerende: Judy Garland)
- Best Engineering Contribution - Classical Recording (Beste techniek op een klassieke opname)
  - "Ravel: Daphnis et Chloé" - Lewis W. Layton (technicus) (uitvoerenden: The Boston Symphony Orchestra o.l.v. Charles Münch)

### Gesproken Woord
- Best Documentary or Spoken Word Recording
  - "Humor in Music" - Leonard Bernstein